# This Is Your Brain on Drugs
 (janvier 2021).

This Is Your Brain on Drugs (« Voici votre cerveau sous l’emprise de drogues » en français) est une campagne anti-drogue télévisuel aux États-Unis, qui a été diffusée d'abord en 1987. C'est un message d'intéret public de Partnership for a Drug-Free America.  
Dans la publicité de 1987, un homme tient un œuf, disant « Voici votre cerveau », puis montre une poêle à frire, disant «Voici de la drogue ». Suivant, il casse et fait frire l'œuf, disant « Voici votre cerveau sous l’emprise de drogues. Des questions ? »
Ce slogan a été utilisé en quelques publicités depuis 1987. Un reprise de 2016 met en scène des enfants qui posent des questions sur les drogues au spectateur. 